# Kurt Bauer (Historiker)
Kurt Bauer (* 1961 in St. Peter am Kammersberg, Steiermark) ist ein österreichischer Historiker.
Kurt Bauer erlernte den Beruf des Schriftsetzers, absolvierte die Höhere Graphische Lehranstalt in Wien und war in der Folge als Hersteller bei verschiedenen Wiener Verlagen tätig. Er schloss sein Studium der Geschichte an der Universität Wien 2002 mit einer Dissertation über sozialgeschichtliche Aspekte des nationalsozialistischen Juliputsches ab. Bauer ist als freiberuflicher Lektor und Mitarbeiter an Forschungsprojekten tätig.
Seine zahlreichen Publikationen befassen sich bevorzugt mit der Sozialgeschichte des ländlichen Raums und mit dem Austrofaschismus. 2003 erhielt er den Bruno-Kreisky-Preis für das politische Buch als Anerkennungspreis für sein Buch Elementar-Ereignis.

## Schriften (Auswahl)
Monografien
- Elementar-Ereignis. Die österreichischen Nationalsozialisten und der Juliputsch 1934. Czernin, Wien 2003, ISBN 3-7076-0164-1.
- Nationalsozialismus. Ursprünge, Anfänge, Aufstieg und Fall. Böhlau/UTB, Wien 2008, ISBN 978-3-8252-3076-0.
- Hitlers zweiter Putsch. Dollfuß, die Nazis und der 25. Juli 1934. Residenz Verlag, St. Pölten 2014, ISBN 978-3-7017-3329-3.
- Die dunklen Jahre: Politik und Alltag im nationalsozialistischen Österreich 1938 bis 1945. S. Fischer, Frankfurt am Main 2017, ISBN 978-3-596-29903-4.
- Der Februaraufstand 1934. Fakten und Mythen. Böhlau, Wien 2019, ISBN 978-3-205-23229-2 (als E-Book: ISBN 978-3-205-23231-5).

Herausgeberschaften
- Faszination des Fahrens. Unterwegs mit Fahrrad, Motorrad und Automobil. Böhlau, Wien 2003, ISBN 3-205-77097-8.
- Bauernleben. Vom alten Leben auf dem Land. Böhlau, Wien 2005, ISBN 3-205-77315-2; 3. Auflage 2007.

Aufsätze (Auswahl)
- Hitler und der Juliputsch 1934 in Österreich. Eine Fallstudie zur nationalsozialistischen Außenpolitik in der Frühphase des Regimes. In: Vierteljahrshefte für Zeitgeschichte. Heft 2, April 2011. S. 193–227.
- Die kalkulierte Eskalation. Nationalsozialismus und Gewalt in Wien um 1930. In: Wolfgang Kos (Hrsg.): Kampf um die Stadt. Politik, Kunst und Alltag um 1930. Katalog zur Ausstellung des Wien Museums im Künstlerhaus, 19. November 2009 bis 28. März 2010. Wien 2010, S. 35–45.
- „Heil Deutschösterreich!“ Das deutschnationale Lager zu Beginn der Ersten Republik. In: Helmut Konrad, Wolfgang Maderthaner (Hrsgg.): … der Rest ist Österreich. Das Werden der Ersten Republik. Band 1. Wien 2008, S. 261–280.
- „Strikt nein zu sagen, halte ich nicht für gut“. Über Dollfuß’ Versuche, mit den Nationalsozialisten ins Geschäft zu kommen. In: Das Jüdische Echo. Europäisches Forum für Kultur und Politik. Vol. 55, Oktober 2006, S. 85–94.
- Arbeiterpartei? Zur Sozialstruktur der illegalen NSDAP in Österreich. In: Zeitgeschichte, 29. Jg., Heft 5, 2002, S. 259–272.